# Shattuara Ier
Shattuara Ier est roi du Mitanni de 1320 à 1300 avant notre ère environ, pendant la phase de désagrégation de ce royaume du Proche-Orient antique. 
Shattuara Ier est probablement le fils de Shattiwazza et pourrait être un état tributaire du royaume assyrien. Il arrive au pouvoir à la mort de Shattiwaza. Son origine incertaine laissent également supposer une filiation avec Artatama II plutôt que Shattiwaza. Ce qui est certain est que Shattuara est un successeur de la dynastie de Shaushtatar à une période où les rois de Mitanni sont vassaux de l'Assyrie.
Les inscriptions royales du roi assyrien Adad-nerari Ier (vers 1307-1275 av. J.-C.) racontent comment le roi Shattuara du Mitanni se rebelle et commit des actes d’hostilité envers l’Assyrie. Le lien entre Shattuara et la dynastie royale du Mitanni est incertain. Certains experts pensent qu’il était le second fils de Artatama II et le frère du rival de Shattiwazza, Shuttarna. Adad-nerari prétend avoir capturé le roi Shattuara et l’avoir amené à Assur, où ce dernier lui prêta allégeance. Après cela, il fut autorisé à retourner au Mitanni et paya régulièrement un tribut à Adad-nerari. Ces évènements ont dû se produire durant le règne du roi hittite Mursili II, mais il n’en existe aucune chronologie précise.
Vers les années 1280 av. J.-C., Wasasatta, le fils de Shattuara, succède à son père et initie une nouvelle révolte contre l'Assyrie.